# 夷王
夷王（いおう）は、西周時代の周の王。姓は姫、名は燮。
周の懿王の子として生まれ、太子となった。しかし懿王が死去すると、共王の弟の孝王が周王として即位した。孝王が死去すると、夷王が周王として即位した。
夷王2年、蜀人と呂人が来朝して瓊玉を献じた。
夷王3年、紀侯が斉の哀公について夷王に讒言すると、夷王は哀公を鼎で煮殺して、その弟の胡公を斉侯の位につけた。
夷王が衰弱すると、辺境の勢力が参朝しなくなったため、夷王は虢公に命じて六師を率いさせ、太原の戎を討伐させた。
夷王が死去すると、子の厲王が即位した。